# بوب غوف
بوب غوف (بالإنجليزية: Bob Goff)‏ هو محامي أمريكي، ولد في 22 فبراير 1959 في كاليفورنيا في الولايات المتحدة.